# Orlando Lovecchio Filho
Orlando Lovecchio Filho (Santos, 31 de janeiro de 1946 - Santos, 30 de janeiro de 2021) foi uma vítima brasileira de um atentado à bomba perpetrado pela Vanguarda Popular Revolucionária, organização armada de esquerda, ocorrido na madrugada de 19 de março de 1968 defronte do então consulado estadunidense na cidade de São Paulo, à época localizado no Conjunto Nacional, na avenida Paulista.

## História
Como consequência dos ferimentos sofridos devido à explosão da bomba, teve a perna esquerda amputada. Na época havia concluído o curso de piloto comercial e voava como profissional autônomo para completar horas de voo a fim de seguir a carreira de piloto comercial.  Desde então tenta obter do governo justa e digna indenização.
Com a Lei nº 10.923, de 22 de junho de 2004, que foi proposta em 2001 e aprovada somente em 2004, foi conferido a Orlando Lovecchio Filho o direito a uma pensão alimentícia vitalícia de valor fixado em R$ 500,00.